# وادي اللوار
وادي اللوار (بالفرنسية: la vallée de la Loire) هي منطقة ثقافية وسياحية تقع في الجزء الأوسط من مجرى نهر اللوار. تم إضافة هذه المنطقة إلى قائمة مواقع التراث العالمي لليونسكو في 2000 وتتميز ضفافها بكروم العنب وقصور شهيرة مثل قصر بلوا وقلعة شامبور وقلعة فيلاندري وقلعة مونسورو وكلها بنيت في عصر النهضة وقد أكسبته هذه القلاع عنوان النهر الملكي.